# تاکائو ایشیکاوا
تاکائو ایشیکاوا (ژاپنی: 石川 喬穂؛ زادهٔ ۳۰ مهٔ ۱۹۹۱) یک بازیکن فوتبال اهل ژاپن است.
از باشگاه‌هایی که در آن بازی کرده‌است می‌توان به باشگاه فوتبال ماچیدا زلویا و باشگاه فوتبال آزول کلارو نومازو اشاره کرد.